# Ficus glumosa
Ficus glumosa là một loài thực vật có hoa trong họ Moraceae. Loài này được Delile mô tả khoa học đầu tiên năm 1826.

## Hình ảnh

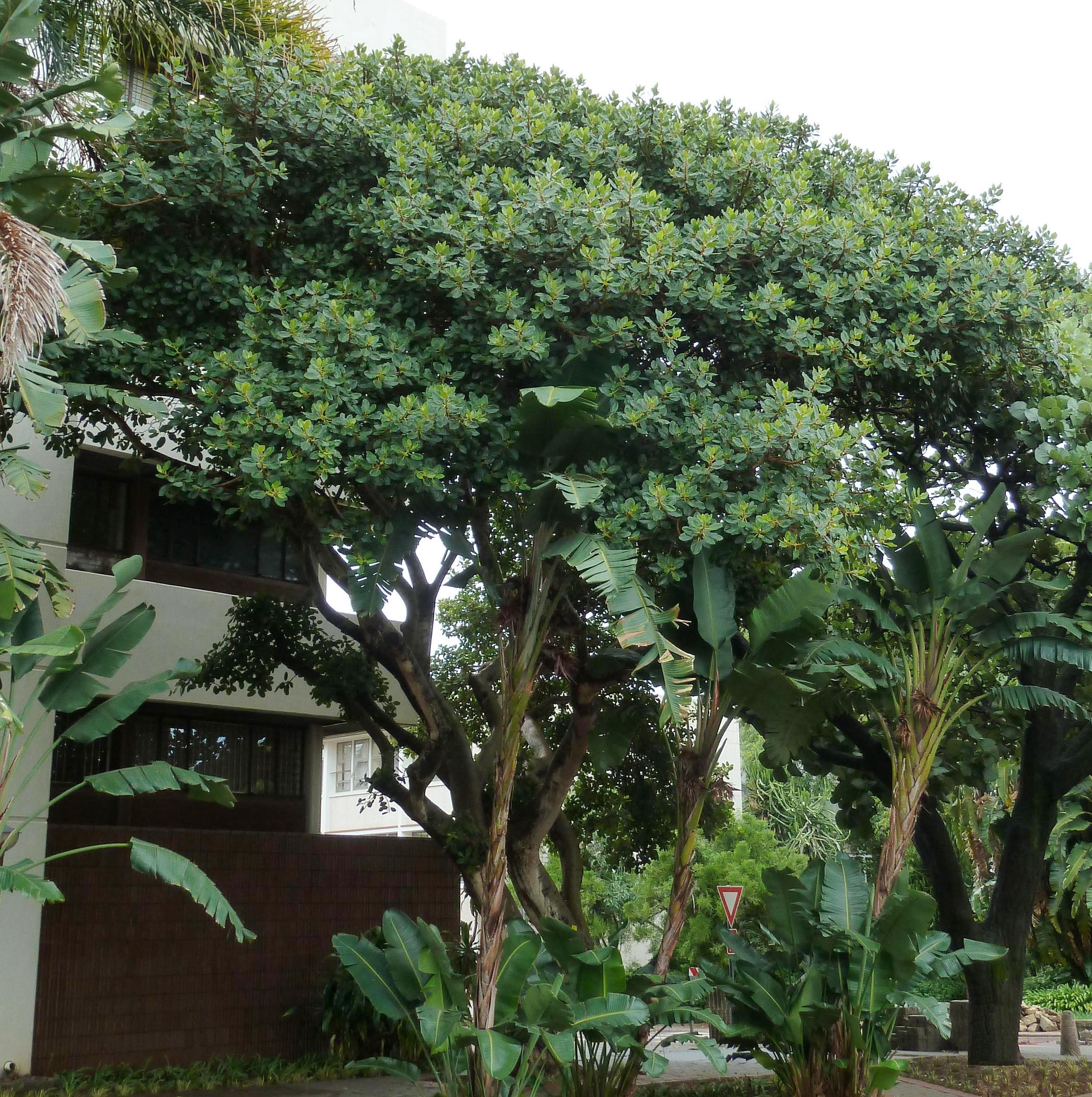
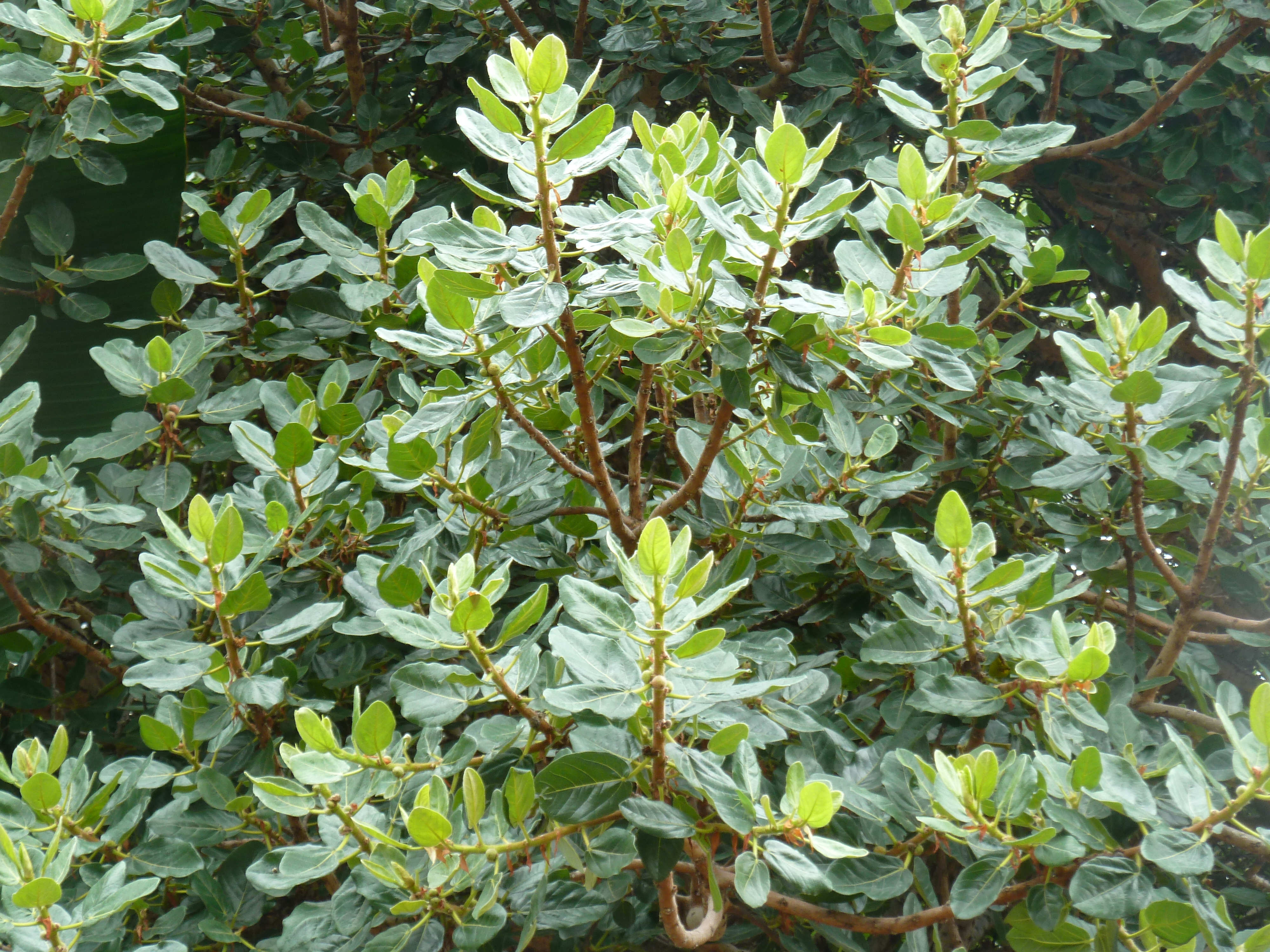
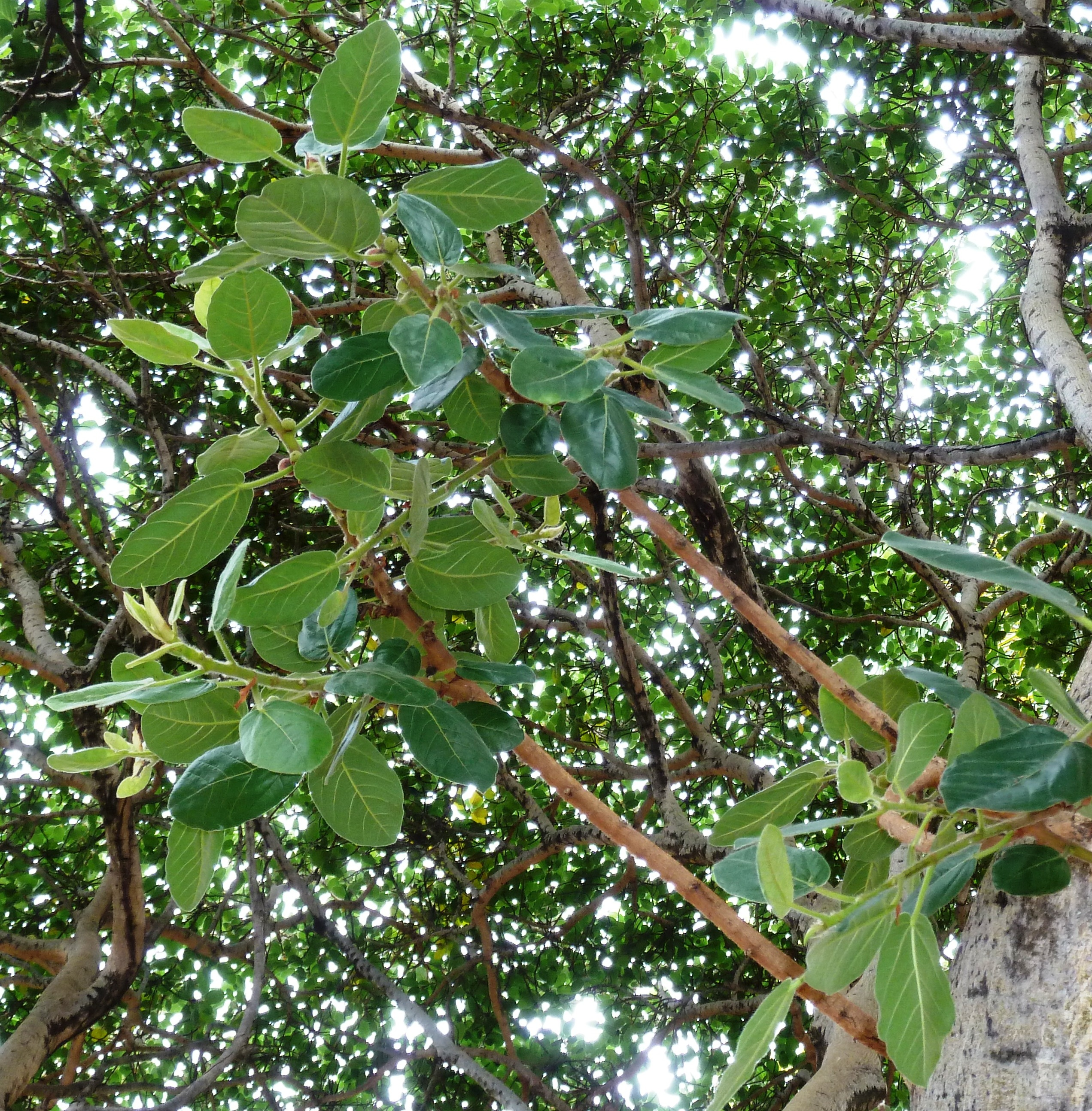
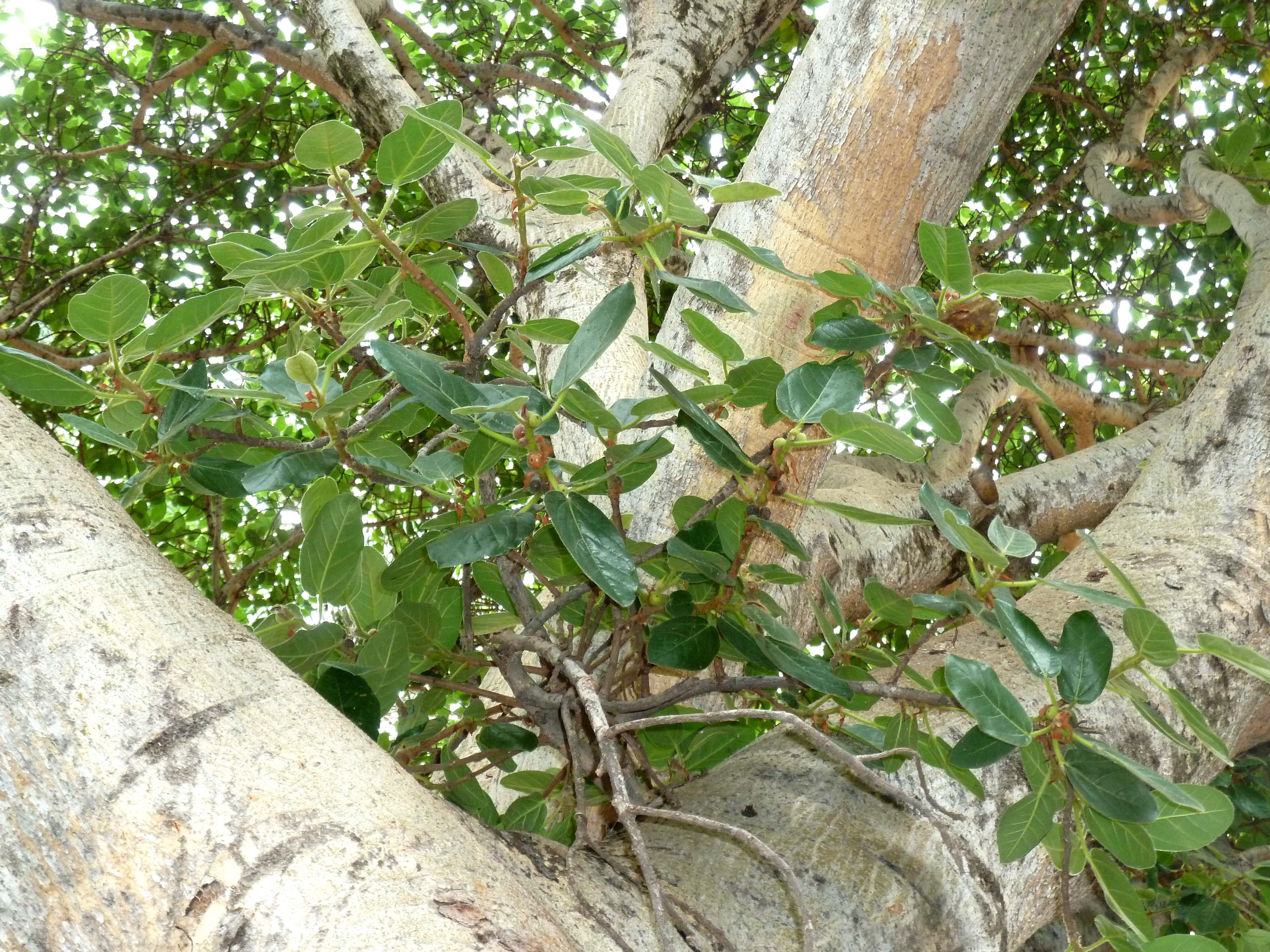